# Rotraut Susanne Berner
Rotraut Susanne Berner (* 26. August 1948 in Stuttgart) ist eine deutsche Grafikerin, Illustratorin und Kinderbuchautorin.

## Leben
Rotraut Susanne Berner studierte von 1969 bis 1971 Zeitungswissenschaften und Theatergeschichte an der Ludwig-Maximilians-Universität München und anschließend bis 1975 Grafik-Design an der Fachhochschule München. Von 1975 bis 1977 war sie in der Verlagswerbung tätig. Von 1977 bis 1988 arbeitet sie als freie Illustratorin, Buchgestalterin und Autorin in München und von 1988 bis 2003 in Heidelberg. Seit 2003 lebt sie als freischaffende Künstlerin in München. Sie ist über den deutschen Sprachraum hinaus eine der bekanntesten zeitgenössischen Illustratorinnen und Buchgestalterinnen. Sie entwirft vorwiegend Buchillustrationen und Umschläge für Erwachsene und Kinder. Seit 1994 erscheinen von ihr zunehmend auch Bücher mit eigenen Texten und Geschichten.
Sehr bekannt sind ihre Karlchen-Bücher und die fünf Wimmelbücher: Winter-Wimmelbuch, Frühlings-Wimmelbuch, Sommer-Wimmelbuch, Herbst-Wimmelbuch und Nacht-Wimmelbuch, die alle im fiktiven Städtchen Wimmlingen spielen. Das Besondere: diverse Figuren tauchen immer wieder auf und entwickeln sich von Band zu Band, z. B. wird ein Junge vom Kindergarten- zum Schulkind, eine Frau ist erst schwanger und im nächsten Band mit Kinderwagen unterwegs.
2007 erntete sie mit ihrer Entscheidung Beachtung, ihr Werk (Wimmelbücher) nicht in den USA verlegen zu lassen, obwohl ihr hierdurch finanzieller Gewinn entging. Grund für diese Entscheidung waren Forderungen, die Darstellung von Nacktheit im Werk zu unterlassen, da in den USA zum Teil andere Vorstellungen von öffentlich sichtbarer Nacktheit gelten. Berner hingegen empfand die Entscheidung, Nacktheit darzustellen, als Ausdruck künstlerischer Freiheit, die sich der Prüderie nicht unterzuordnen habe. Beim US-Verlag Chronicle Books erschien die Buchreihe im Herbst 2008 unzensiert. Berner war von 2013 bis 2019 – in Nachfolge des 2012 verstorbenen Buchhändlers und Herausgebers Armin Abmeier, mit dem sie ab 1988 verheiratet war – neue Herausgeberin der Reihe Die Tollen Hefte. Sie ist Mitbegründerin der Stiftung Illustration in Troisdorf. 2022 ist Berner zusammen mit Christoph Rieger und Kirsten Winderlich Mitglied der Sonderpreisjury des Deutschen Jugendliteraturpreises.

## Stil
Zu Berners Vorbildern gehört der Kästner-Illustrator Walter Trier. Sie zeichnet Figuren und Gegenstände meist mit schwarzem Konturenstift und koloriert mit Gouache, Pastellkreide und Buntstiften. Ihre Zeichnungen, die einen hohen Wiedererkennungswert haben, wurden als „sehr klar, mit deutlichen Konturen, kinderfreundlich, ein bisschen naiv“ beschrieben.

## Ausstellungen
- 1989–1997: Teilnahmen an der Biennale der Illustration in Bratislava
- 1991: Einzelausstellung Galerie Satire, Heidelberg
- 1992: Einzelausstellung Stadtmuseum Ludwigshafen
- 1994, 1997: Triennale der komischen Zeichnung, Greiz Sommerpalais
- 1996: Einzelausstellung Buchkunst in der Stadtbücherei Heidelberg
- 1996: Gemeinschaftsausstellung mit Volker Pfüller Zwei Buchstützen im Stadtmuseum München
- 1996: Einzelausstellung in der Deutschen Bibliothek Leipzig (Katalog: Leib- und Magengedichte, MaroVerlag)
- 1998: Einzelausstellung Buchkunst, Deutsche Bibliothek Frankfurt
- 2001: Einzelausstellung im Kunstverein Tauberbischofsheim: Buchkunst-Graphik
- 2002: Einzelausstellung im Kunstverein in Saarbrücken und in der Denkmalschmiede Höfgen
- 2003: Werkschau in der Internationalen Jugendbibliothek Blutenburg in München
- 2008/2009: Alphabet und Zeichenstift. 30. August 2008 bis 12. Oktober 2008: Bilderbuchmuseum in Troisdorf; 8. November 2008 bis 1. Februar 2009: Galerie der Stadt Fellbach bei Stuttgart
- 2018: Werkschau Sammel & Surium zum 70. Geburtstag im Wilhelm Busch – Deutschen Museum für Karikatur und Zeichenkunst[8]

## Auszeichnungen
- 1983: Celestino-Piatti-Preis
- 1984: Deutscher Jugendliteraturpreis für Sonntagskind (mit Gudrun Mebs)
- 1996: Deutscher Jugendliteraturpreis für Als die Welt noch jung war (mit Jürg Schubiger)
- 1997 und 2001: Zilveren Penseel (Niederländischer Illustrationspreis) für  Das Abenteuer und Die Prinzessin kommt um vier (mit Wolfdietrich Schnurre)
- 1998: Die besten 7 Bücher für junge Leser (Deutschlandfunk/Focus) für Nuni von Fritz Mühlenweg
- 1998: Deutscher Jugendliteraturpreis für Bloße Hände (mit Bart Moeyaert)
- 1999: Die besten 7 Bücher für junge Leser (Deutschlandfunk/Focus) für Dunkel war’s, der Mond schien helle
- 1999: Buch des Monats Dezember (Deutsche Akademie für Kinder- und Jugendliteratur, Volkach) für Dunkel war’s, der Mond schien helle
- 2000: Schnabelsteherpreis für Die Prinzessin kommt um vier (mit Wolfdietrich Schnurre)
- 2000, 2002, 2004: Nominierung für die Hans-Christian-Andersen-Medaille
- 2000: LUCHS Mai für Die Prinzessin kommt um vier (mit Wolfdietrich Schnurre)
- 2001: Fällt aus dem Rahmen (Eselsohr) für Apfel, Nuss und Schneeballschlacht
- 2003, 2007, 2012, 2014, 2015, 2016, 2017: Nominierungen für den Astrid Lindgren Award
- 2003: LUCHS Mai für Der beste Hund der Welt (mit Sharon Creech)
- 2003: Die besten 7 Bücher für junge Leser (Deutschlandfunk/Focus) für Winter-Wimmelbuch
- 2004: Buch des Monats Mai (Deutsche Akademie für Kinder- und Jugendliteratur, Volkach) für Frühlings-Wimmelbuch
- 2006: Deutscher Jugendliteraturpreis für ihr Gesamtwerk
- 2009: Schwabinger Kunstpreis
- 2016: Hans Christian Andersen Preis
- 2016: Großer Preis der Deutschen Akademie für Kinder- und Jugendliteratur
- 2020: Kinderbuchpreis des Landes Nordrhein-Westfalen (zusammen mit dem Autor Christoph Hein) für Alles was Du brauchst – Die 20 wichtigsten Dinge im Leben
- 2024: Verdienstorden des Landes Baden-Württemberg[9]

## Publikationen (Auswahl)

### Text und Illustration

#### Wimmelbücher
- Winter-Wimmelbuch. Gerstenberg Verlag, 2003, ISBN 3-8369-5033-2.
- Frühlings-Wimmelbuch. Gerstenberg Verlag, 2004, ISBN 3-8369-5057-X.
- Sommer-Wimmelbuch. Gerstenberg Verlag, 2005, ISBN 3-8369-5082-0.
- Herbst-Wimmelbuch. Gerstenberg Verlag, 2005, ISBN 3-8369-5101-0.
- Nacht-Wimmelbuch. Gerstenberg Verlag, 2008, ISBN 978-3-8369-5199-9.
- In the town all year 'round. Chronicle Books, 2008, ISBN 978-0-8118-6474-9.
- Wimmlinger Geschichten: Petra/Armin/Peter und Struppi/Manfred und Elke/Susanne/Ina/Oskar/Monika und Mingus/Niko/Geburtstag in Wimmlingen. Gerstenberg Verlag, Hildesheim
- Das große Wimmel-Kochbuch.Mit Dagmar von Cramm, Gerstenberg Verlag, Hildesheim 2014, ISBN 978-3-8369-5726-7.

#### Erzählungen
- Das Abenteuer. Verlag Beltz und Gelberg, 1996, ISBN 978-3-407-79172-6.
- Das Päckchen. Carlsen, Pixi Einzeltitel, 1997, ISBN 978-3-551-03997-2.
- Der fliegende Hut. Hanser Verlag, 2002, ISBN 3-446-20250-1.
- Rotraut Susanne Berners Märchencomics. Verlagshaus Jacoby & Stuart, 2008, ISBN 978-3-941087-05-7.
- Einfach alles! Die Wort-Schatz-Kiste. Klett Kinderbuch, 2009, ISBN 978-3-941411-00-5.
- Hund und Hase. Verlagshaus Jacoby & Stuart, 2009, ISBN 978-3-941087-42-2.
- Die poetische Katze. Die schönsten Katzengedichte. Verlagshaus Jacoby & Stuart, 2010, ISBN 978-3-941787-12-4.
- Der prosaische Hund. Die schönsten Hundegedichte. Verlagshaus Jacoby & Stuart, 2011, ISBN 978-3-941787-36-0.
- Pick pick Picknick. Aladin, Hamburg 2015, ISBN 978-3-8489-1020-5.

#### „Karlchen“-Reihe
- Guten Morgen, Karlchen! Hanser Verlag, München 2001, ISBN 3-446-20036-3.
- Gute Nacht Karlchen! Hanser Verlag, München 2001, ISBN 3-446-20037-1.
- Wo ist Karlchen? Hanser Verlag, München 2002, ISBN 3-446-20112-2.
- Karlchen geht einkaufen. Hanser Verlag, München 2003, ISBN 3-446-20260-9.
- Karlchen-Geschichten. Hanser Verlag, München 2003, ISBN 3-446-20330-3.
- Karlchen vor, noch ein Tor! Hanser Verlag, München 2006, ISBN 3-446-20692-2.
- Neue Karlchen-Geschichten. Hanser Verlag, München 2011, ISBN 978-3-446-23676-9.
- Ein Schwesterchen für Karlchen. Hanser Verlag, München 2008, ISBN 978-3-446-20180-4.
- Karlchen hat Geburtstag. Hanser Verlag, München 2014, ISBN 978-3-446-24157-2.
- Karlchen freut sich auf Weihnachten. Hanser Verlag, München 2014, ISBN 978-3-446-24623-2.
- Karlchen für jeden Tag. Hanser Verlag, München 2015, ISBN 978-3-446-24949-3.
- Gute Reise Karlchen! Hanser Verlag, München 2018, ISBN 3-446-20037-1.
- Karlchen und der Kapuzen-Klub Hanser Verlag, München 2022, ISBN 978-3-446-27128-9
- Das große Karlchen-Vorlese-Bilderbuch. Deutscher Taschenbuch Verlag, München 2022, ISBN 978-3-423-62748-1.

#### Sonstige
- Buchtagebuch. Verlagshaus Jacoby & Stuart, 2009, ISBN 978-3-941087-68-2.
- Das ABC-Spielebuch. Verlagshaus Jacoby & Stuart, 2010, ISBN 978-3-941087-86-6.
- Einhorn, Bär und Nachtigall tanzen auf dem Maskenball. Kunstmann Verlag, München 2021, ISBN 978-3-95614-451-6.
- Katzenkalender 2022. Insel Verlag, Berlin, 2021, ISBN 978-3-458-68165-6.

### Illustration
- Italo Calvino: Marcovaldo. Ravensburger, Ravensburg 1991, ISBN 3-473-51981-2.
- Italo Calvino:  Der Baron auf den Bäumen. Ravensburger, Ravensburg 1991.
- Jürg Schubiger: Als die Welt noch jung war. Verlag Beltz & Gelberg, Weinheim 1995, ISBN 3-407-79653-6.
- Hanna Johansen: Der Füsch.Carl Hanser Verlag, München 1995, ISBN 3-423-62004-8.
- Jürg Schubiger: Mutter, Vater, ich und sie.Verlag Beltz & Gelberg, Weinheim 1997, ISBN 3-407-79748-6.
- Jürg Schubiger: Wo ist das Meer?Verlag Beltz & Gelberg, Weinheim 1997, ISBN 3-407-79806-7.
- Sylvia Plath: The It-Doesn’t-Matter-Suit. St. Martins Press, 1996, ISBN 0-312-14189-0.
- Fritz Mühlenweg: Nuni – Ein Kinderroman. 1997.
- Hans Magnus Enzensberger: Der Zahlenteufel – Ein Kopfkissenbuch für alle, die Angst vor der Mathematik haben. 1997.
- Edmund Jacoby: Dunkel war’s, der Mond schien helle. Gerstenberg Verlag, 1999, ISBN 3-8369-4285-2.
- Armin Abmeier: Grimmige Märchen. 1999.
- Hanna Johansen: Bist du schon wach?Carl Hanser Verlag, München 1998, ISBN 3-446-19323-5.
- Franz Hohler: Wenn ich mir etwas wünschen könnte.
- Wolfheinrich von der Mülbe: Die Zauberlaterne. 2003.
- Alison Louise Kennedy: Das Wörterbuch der Familie Mausbock. 2004.
- Hans Christian Andersen: Des Kaisers neue Kleider. Insel Verlag, Frankfurt, 2005, ISBN 3-458-17255-6.
- Hans Magnus Enzensberger: Bibs. Kinderbuch. Carl Hanser Verlag, München 2009, ISBN 978-3-446-23380-5.
- Jürg Schubiger: Als der Tod zu uns kam. Peter Hammer Verlag, Wuppertal 2011, ISBN 978-3-7795-0312-5.
- Susanne Wiborg: Mein Garten, mein Paradies. Verlag Antje Kunstmann, München 2016, ISBN 978-3-458-36143-5.
- Susanne Wiborg: Blütenpracht und schlaue Hühner. Verlag Antje Kunstmann, München 2016, ISBN 978-3-95614-133-1.
- Christoph Hein: Alles, was du brauchst – Die 20 wichtigsten Dinge im Leben. Kinderbuch. Carl Hanser Verlag, München 2019, ISBN 978-3-446-26273-7.
- Susanne Wiborg:  Gäste in meinem Garten: Bienen, Amseln, Huhn und Star. Verlag Antje Kunstmann, München 2016, ISBN 978-3-95614-297-0.
- Christoph Hein: Ein Wort allein für Amalia. Insel Verlag, Berlin 2020, ISBN 978-3-458-19479-8 (Insel-Bücherei 1479)
- Hanna Johansen: Alphabet der Träume. Deutscher Taschenbuch Verlag, München 2022, ISBN 978-3-423-64097-8.
- Jürg Schubiger: Eines Nachts im Paradies. Peter Hammer Verlag, Wuppertal 2022, ISBN 978-3-7795-0675-1.

### „Die Tollen Hefte“
- Nudelsuppe. Ein Katalog von A–Z. Vorwort von Michael Krüger. 1991.
- mit Uli Becker: Das nackte Leben. Mann und Frau in Wort und Bild. 1991.
- mit Atte Jongstra: Festliches Lexikon. 1993.
- Leib- und Magengedichte. Gedichte von Artmann bis Zürn. 1996.
- mit A. L. Kennedy: Das Wörterbuch der Familie Mausbock. 2004
- mit Ingrid Bachér: Das Kind und die Katze. 2010.
- mit Michael Hammerschmid: Schlaraffenbauch. 2018.